# Leeroy Owusu
Leeroy Owusu (Purmerend, 13 agosto 1996) è un calciatore olandese, difensore dell'Odense.

## Caratteristiche tecniche
È un terzino sinistro.

## Carriera

### Club
Cresciuto nelle giovanili dell'Ajax, ha esordito con la squadra riserve l'11 agosto 2014 in occasione del match vinto 3-0 contro il Telstar.

### Nazionale
Ha giocato nelle nazionali giovanili olandesi Under-17, Under-18, Under-19 ed Under-20.

## Statistiche

### Presenze e reti nei club
Statistiche aggiornate al 2 agosto 2018.
| Stagione        | Squadra         | Campionato      | Campionato | Campionato | Coppe nazionali | Coppe nazionali | Coppe nazionali | Coppe continentali | Coppe continentali | Coppe continentali | Altre coppe | Altre coppe | Altre coppe | Totale | Totale | Totale |
| Stagione        | Squadra         | Comp            | Pres       | Reti       | Comp            | Pres            | Reti            | Comp               | Pres               | Reti               | Comp        | Pres        | Reti        | Pres   | Reti   |        |
| --------------- | --------------- | --------------- | ---------- | ---------- | --------------- | --------------- | --------------- | ------------------ | ------------------ | ------------------ | ----------- | ----------- | ----------- | ------ | ------ | ------ |
| 2014-2015       | Jong Ajax       | 1D              | 28         | 1          |                 | -               | -               |                    | -                  | -                  |             | -           | -           | 28     | 1      |        |
| 2015-2016       | Jong Ajax       | 1D              | 31         | 0          |                 | -               | -               |                    | -                  | -                  |             | -           | -           | 31     | 0      |        |
| 2016-2017       | Excelsior       | ED              | 5          | 1          | CO              | 2               | 0               |                    | -                  | -                  |             | -           | -           | 7      | 1      |        |
| 2017-2018       | Almere City     | 1D              | 29+6       | 1+0        | CO              | 2               | 1               |                    | -                  | -                  |             | -           | -           | 37     | 2      |        |
| Totale carriera | Totale carriera | Totale carriera | 99         | 3          |                 | 4               | 1               |                    | -                  | -                  |             | -           | -           | 103    | 4      |        |

## Palmarès

### Club

#### Competizioni nazionali
- 1. Division: 1

Odense: 2024-2025